# Francine Landre
Francine Landre (ur. 26 lipca 1970 w Les Abymes) – francuska lekkoatletka, sprinterka, mistrzyni Europy i igrzysk śródziemnomorskich, olimpijka.

## Życiorys
Specjalizowała się w biegu na 400 metrów. Odpadła w półfinale tej konkurencji na mistrzostwach Europy juniorów w 1989 w Varaždinie.
Zwyciężyła w sztafecie 4 × 400 metrów (która biegła w składzie: Elsa Devassoigne, Véronique Poulain, Landre i Fabienne Ficher) i zdobyła brązowy medal w biegu na 400 metrów na igrzyskach śródziemnomorskich w 1991 w Atenach. Na kolejnych igrzyskach śródziemnomorskich w 1993 w Narbonie zdobyła srebrny medal w biegu na 400 metrów (na tych igrzyskach nie rozgrywano biegu sztafetowego 4 × 400 metrów kobiet). Zajęła 6. miejsce w sztafecie 4 × 400 metrów i odpadła w półfinale biegu na 400 metrów na mistrzostwach świata w 1993 w Stuttgarcie. Zajęła 3. miejsce w biegu na 400 metrów w zawodach superligi pucharu Europy w 1994 w Birmingham.
Zwyciężyła w sztafecie 4 × 400 metrów (w składzie: Landre, Viviane Dorsile, Évelyne Élien i Marie-José Pérec) i zajęła 8. miejsce w biegu na 400 metrów na mistrzostwach Europy w 1994 w Helsinkach. Czas uzyskany w begu sztafetowym (3:22,34) jest aktualnym (listopad 2022) rekordem Francji. Landre zajęła 4. miejsce w sztafecie 4 × 400 metrów w zawodach pucharu świata w 1994 w Londynie (sztafeta francuska reprezentowała Europę). Nie ukończyła biegu eliminacyjnego na 400 metrów na mistrzostwach świata w 1995 w Göteborgu.
Zajęła 8. miejsce w sztafecie 4 × 400 metrów na igrzyskach olimpijskich w 1996 w Atlancie i 6. miejsce w tej konkurencji na mistrzostwach Europy w 1998 w Budapeszcie. Odpadła w ćwierćfinale biegu na 400 metrów na mistrzostwach świata w 1999 w Sewilli, a na kolejnych mistrzostwach świata w 2001 w Edmonton zajęła 6. miejsce w sztafecie 4 × 400 metrów i odpadła w eliminacjach biegu na 400  metrów.
Zwyciężyła w sztafecie 4 × 400 metrów (która biegła w składzie: Anita Mormand, Dorsile, Marie-Louise Bévis i Landre) i zdobyła srebrny medal w biegu na 400 metrów na igrzyskach śródziemnomorskich w 2001 w Radisie.
Była mistrzynią Francji w biegu na 400 metrów w 1993 i 1994 oraz wicemistrzynią na tym dystansie w 1992, 1995, 1996, 1999, 2001 i 2002, a w hali mistrzynią w biegu na 400 metrów w 1992 i brązową medalistką na tym dystansie w 1991.

## Rekordy życiowe
Rekordy życiowe Landre:
- bieg na 200 metrów – 22,32 s (2 września 2001, Nancy)
- bieg na 400 metrów – 51,21 s (23 czerwca 2001, Brema)
- bieg na 400 metrów (hala) – 53,99 s (17 lutego 1999, Liévin)